# Praeneste
Koordinaten: 41° 50′ N, 12° 54′ O

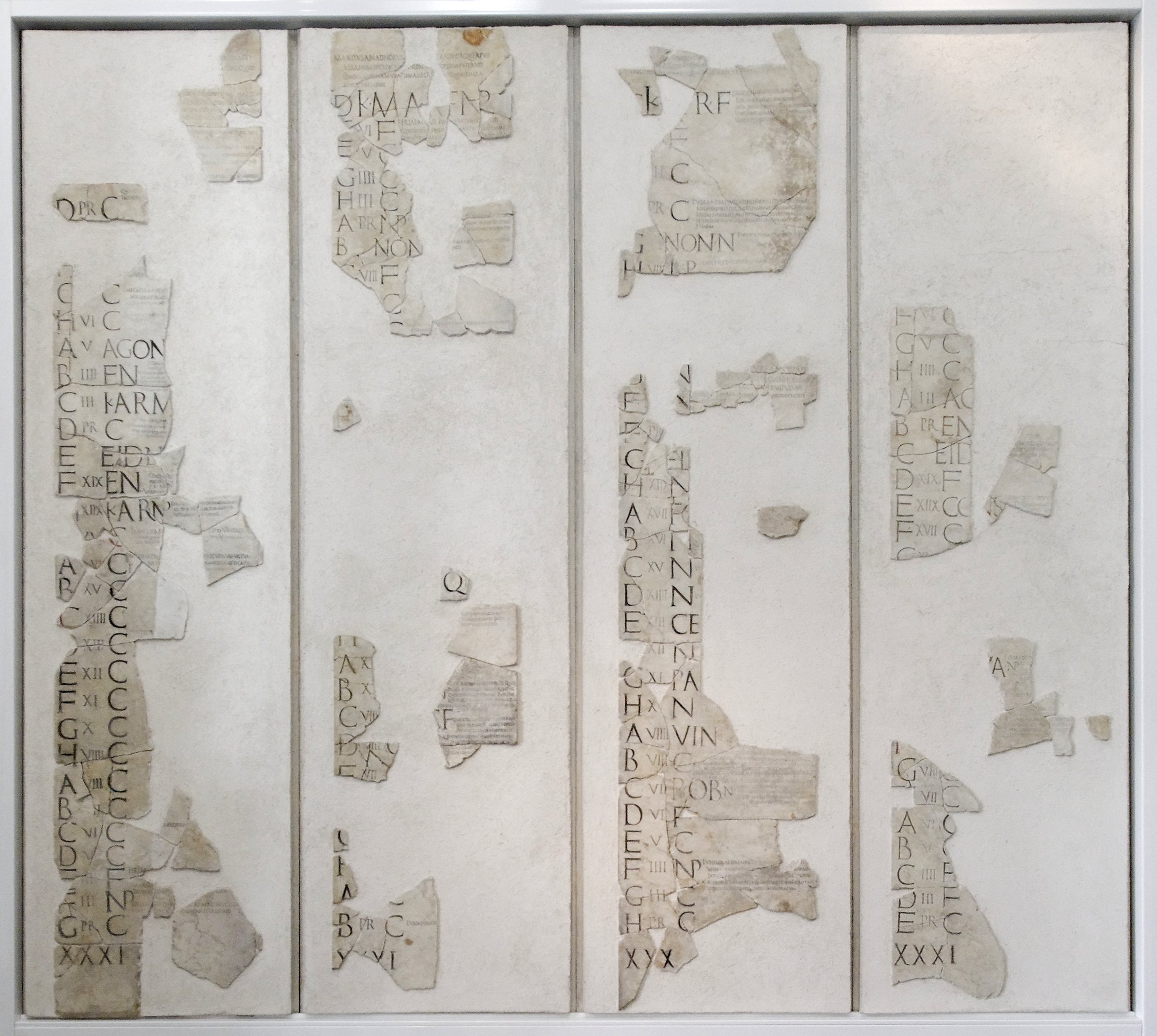
In Praeneste gefundener römischer Festkalender (Fasti Praenestini) im Museo Nazionale Romano, Rom

Praeneste (griech. Πραίνεστος) war eine antike Stadt in Latium. Auf den Ruinen erhebt sich das heutige Palestrina.

## Gründung und Frühgeschichte
Über den Gründer Praenestes steht bei Vergil:
„Caeculus fehlte auch nicht, der Gründer und König Praenestes,
der, nach dem Glauben der Zeitgenossen gezeugt von Vulcanus,
einst bei dem Vieh der Bauern auf brennendem Herde gefunden
wurde. Ihm folgte von weither in Scharen das Landvolk, die Männer,
die in dem hohen Praeneste, im Land der gabinischen Juno,
neben dem eiskalten Anio, auf den von Bächen durchschäumten
Felsen der Herniker wohnen.“
Doch nicht nur Caeculus wurde als mythischer Gründer der Stadt benannt, auch Praenestes, Sohn des Latinus und Enkel des Odysseus, und Telegonos, Sohn des Odysseus. Nicht einmal darüber, ob Praeneste eine italische oder griechische Gründung sei, herrschte bei den alten Autoren Einigkeit: nach Strabon wäre Praeneste eine griechische Stadt und hätte ursprünglich Polystephanos geheißen.
Praeneste wurde vermutlich im 7. oder 6. Jahrhundert v. Chr. gegründet, wohl als Kolonie Alba Longas. Eine Besiedelung bereits ab dem 8. oder 7. Jahrhundert v. Chr. ist durch Grabfunde belegt. Zu den bekanntesten dieser Funde gehören die Tomba Barberini und Tomba Bernardini, deren Funde im Museo Nazionale Etrusco di Villa Giulia ausgestellt sind, außerdem die Fibula Praenestina mit der vermutlich ältesten Inschrift in frühlateinischer Sprache.
Belegt erscheint Praeneste erstmals als Mitglied des latinischen Bundes bei Dionysios von Halikarnassos. Doch bereits 499 v. Chr. fiel Praeneste nach Livius vom Latinerbund ab und schloss sich Rom an.
Das Bündnis scheint einige Zeit gehalten zu haben. Kurz nach 383 v. Chr. wird von Überfällen Praenestes auf das Gebiet von Gabianum und Labicum berichtet, auf die Rom zunächst nicht reagierte. 382 v. Chr. erklärte Rom dann Praeneste den Krieg, nachdem Praeneste den Aufstand der Kolonie Velitrae unterstützt hatte. Praeneste verbündete sich mit den Volskern und es gelang ihnen, die römische Kolonie Satricum zu erobern. Im folgenden Jahr wurden die Volsker von den Römern unter Camillus geschlagen. Praeneste scheint von dieser Niederlage nicht betroffen gewesen zu sein, denn als es 380 in Rom zu inneren Spannungen kam und deshalb eine zum Krieg gegen Praeneste bestimmte Armee nicht aufgestellt werden konnte, ergriff Praeneste selbst die Initiative. Ein überraschender Feldzug brachte das Heer von Praeneste vor die Mauern Roms, was dort für beträchtliche Beunruhigung sorgte und dafür, dass Lucius Quinctius Cincinnatus eilig zum Diktator ernannt wurde. Derweil hatte der Feind sein Lager nahe der Allia aufgeschlagen in der Hoffnung, es würde erneut Ort einer Niederlage für Rom sein. Die Schlacht verlief jedoch zu Gunsten der Römer und die Gegner zogen sich schließlich hinter die Mauern von Praeneste zurück. Nachdem die Römer die von Praeneste beherrschten acht Städte erobert hatten, kapitulierte Praeneste. Der siegreiche Diktator brachte eine Statue des Jupiter Imperator aus Praeneste nach Rom und stellte sie auf dem Kapitol auf, versehen mit der stolzen Inschrift: Jupiter und alle Götter gewährten dem Diktator T. Quinctius die Eroberung von 9 Städten. Im folgenden Jahr gab es nochmals von Praeneste geschürte Umtriebe, doch dann scheint einige Jahrzehnte relative Ruhe geherrscht zu haben, während derer Praeneste sich seine Selbständigkeit noch bewahren konnte.

## Praeneste unter römischer Herrschaft
Die Selbstständigkeit Praenestes endete erst, nachdem es einen erneuten Krieg gegen Rom 338 v. Chr. verloren hatte, als das mit Tibur und anderen latinischen Städten verbündete Praeneste bei Pedum gegen Lucius Furius Camillus unterlag.
Eine gewisse Eigenständigkeit scheint Praeneste dennoch behalten zu haben. So unterstanden die praenestischen Truppen im römischen Heer (die cohors Praenestina) ihren eigenen Prätoren und die Stadt besaß das ius exilii, konnte also Verbannten Zuflucht gewähren.
In den Ereignissen der römischen Bürgerkriege zwischen Gaius Marius dem Jüngeren und Lucius Cornelius Sulla im Jahr 82 v. Chr. spielte Praeneste noch einmal eine wichtige Rolle. Bereits 87 v. Chr. war Praeneste von dem aus Rom vertriebenen Lucius Cornelius Cinna besetzt worden und seitdem buchstäblich eine Hochburg der Popularen. Nachdem der jüngere Marius von Sulla bei Sacriportus geschlagen worden war, suchte er Zuflucht in Praeneste und wurde dort von Quintus Lucretius Ofella, einem Feldherrn Sullas, belagert. Entsatzversuche scheiterten, und als nach der Schlacht an der Porta Collina die Sache der Popularen offenbar verloren war, öffneten die Verteidiger Praenestes die Tore. Marius versuchte vergeblich, durch einen unterirdischen Gang aus der Stadt zu fliehen. Vermutlich starb er durch Selbstmord. Sulla präsentierte sein abgeschlagenes Haupt auf den Rostra in Rom.
Die gefangenen Senatoren der Mariuspartei wurden hingerichtet. Auf Befehl Sullas wurden von den Verteidigern Praenestes die Römer begnadigt, die Samniten und die Bürger Praenestes aber wurden abgeschlachtet – 12.000 nach Plutarch. Die Stadt wurde geplündert.
In der Folge wurde Praeneste sullanische Kolonie und spielt keine große Rolle mehr in der Geschichte der Zeit. Große Teile der bestehenden Stadtanlage scheinen von der Erweiterung des Fortunaheiligtums überbaut worden zu sein und die Stadt wandelte sich von einer Festung in eine kaiserzeitliche Sommerfrische. Augustus und Tiberius hielten sich dort auf. Unter Tiberius wurde Praeneste schließlich Municipium. Mark Aurel hielt sich dort auf und Hadrian erbaute eine Villa in Praeneste ähnlich jener im benachbarten Tivoli. Auch für Schriftsteller und Gelehrte war Praeneste ein beliebter Sitz: Horaz, Plinius der Jüngere und in Roms Spätzeit Symmachus besaßen Villen in Praeneste.

## Heiligtum und Orakel der Fortuna Primigenia

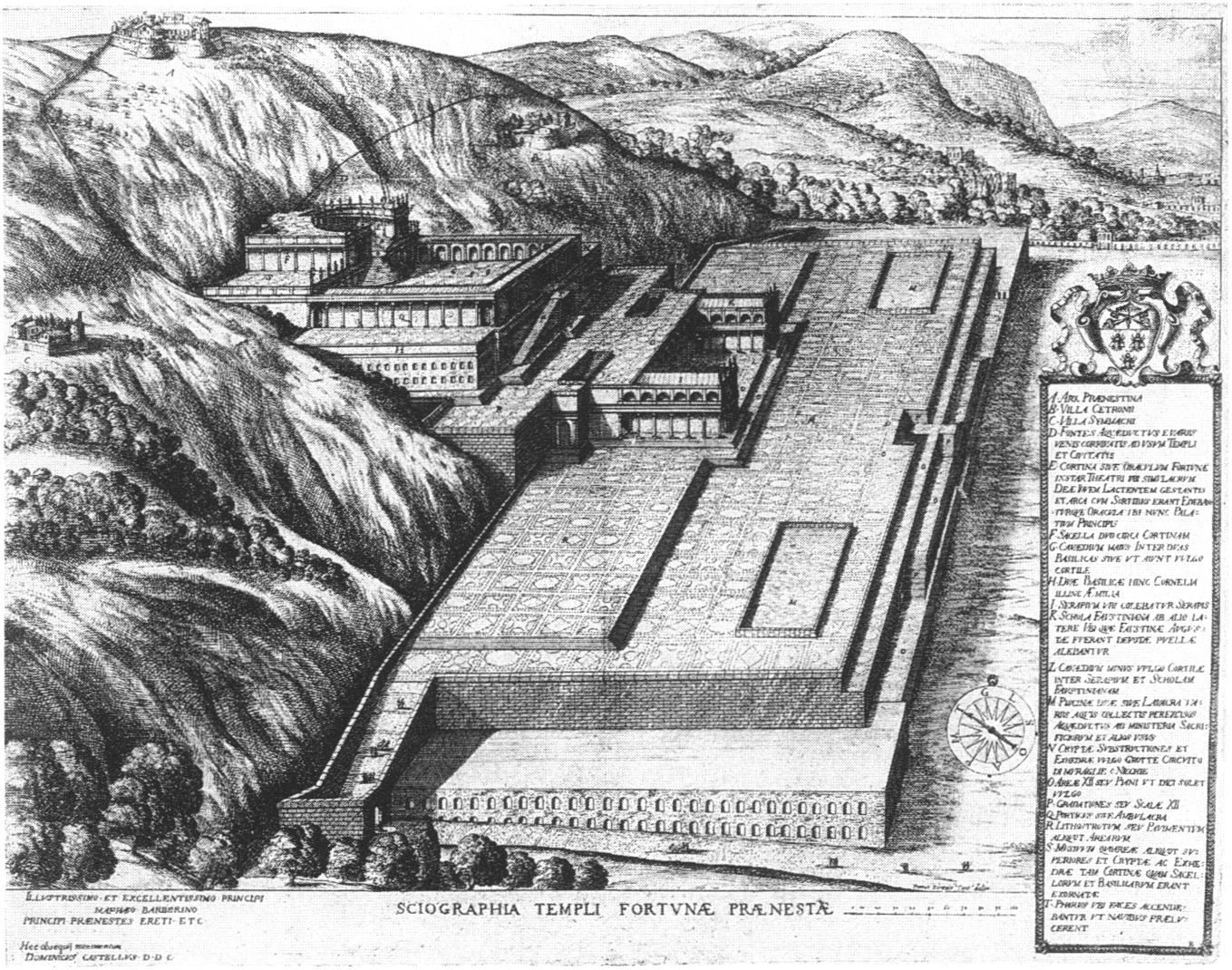
Ansicht des Heiligtums der Fortuna Primigenia nach einer Rekonstruktion von Pietro da Cortona

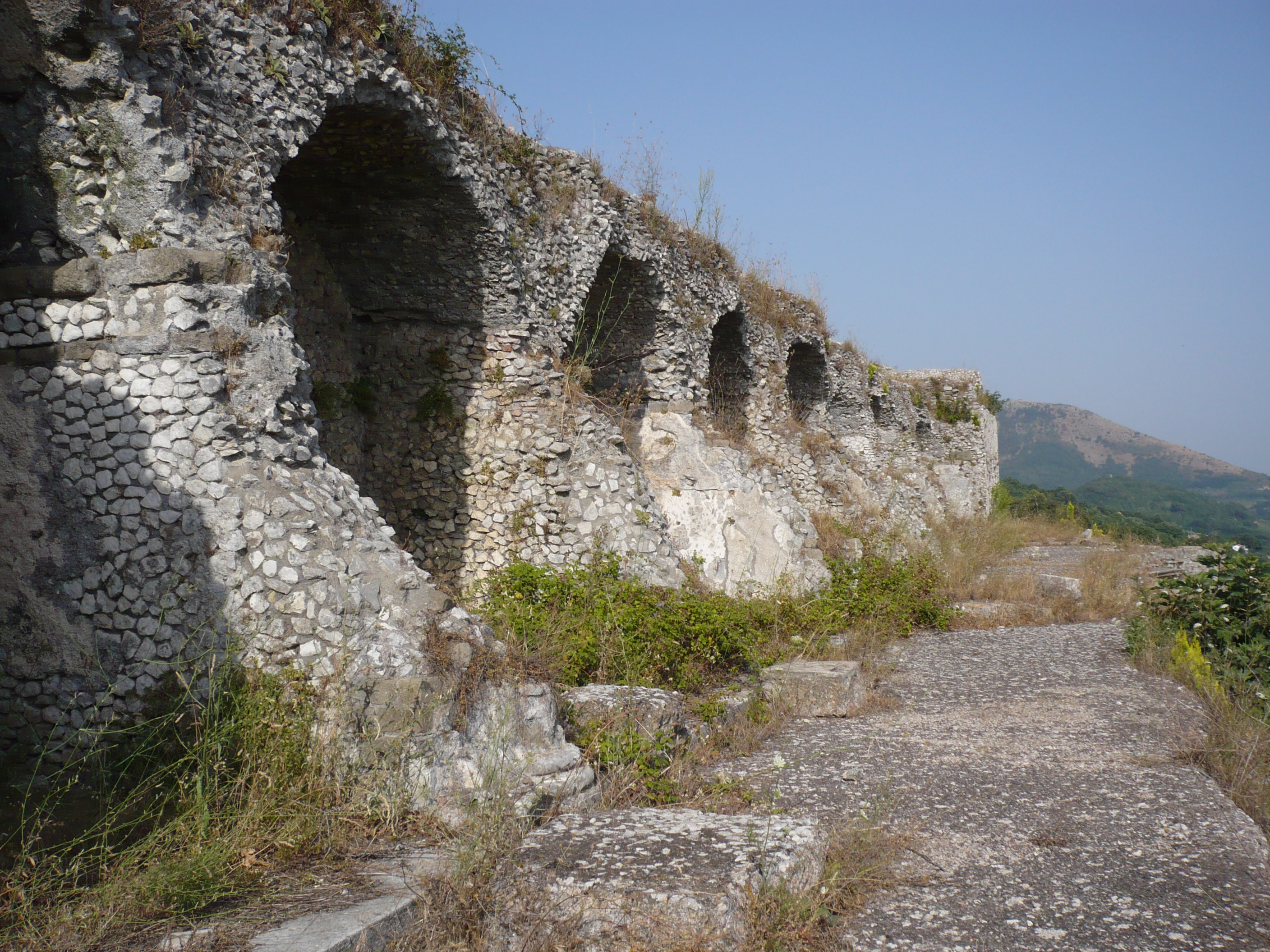
Heiligtum der Fortuna - Reihen von Bögen aus Mörtelmauerwerk als Substruktionen im hügeligen Gelände

### Ursprung und Ansehen des Orakels
Berühmt war Praeneste vor allem wegen des Heiligtums der Fortuna Primigenia und des damit verbundenen Orakels, den sortes Praenestinae („pränestinische Lose“). Der Beiname Primigenia („Erstgeborene“ oder „Ursprüngliche“) zeigt schon den hohen Rang der hier verehrten Form der Fortuna an. Das im Heiligtum aufgestellte Kultbild zeigt sie als Mutter mit zwei Kindern in ihrem Schoß, Juno und Jupiter, der nach ihrer Brust greift. Fortuna Primigenia wurde auch in Rom verehrt, wo es zwei Tempel gab: einen auf dem Kapitol, der Servius Tullius, einem sagenhaften König von Rom, zugeschrieben wurde, sowie einen von P. Sempronius Sophus gestifteten und von Q. Marcius Ralla eingeweihten auf dem Quirinal.
Cicero berichtet die Legende von der Entstehung des Orakels: Ein gewisser Numerius Suffustius, ein angesehener Mann, sei im Traum immer wieder aufgefordert und schließlich bedroht worden, einen an einer bezeichneten Stelle liegenden Felsen zu spalten. Als er das schließlich tat, sprangen aus dem zerbrochenen Fels die Losmarken. Die Losmarken waren aus Eiche, und archaische Zeichen waren in sie geschnitzt. Weiter sei aus einem am Ort des späteren Heiligtums stehenden Olivenbaum Honig geflossen, was man als Zeichen nahm, aus dem Holz dieses Baumes einen Behälter für die Aufbewahrung der Lose zu fertigen.
Das Orakelgeben erfolgte mit Hilfe dieser Lose: Auf ein Nicken des Kultbildes hin mischte ein Knabe die Lose und wählte dann; ob eines oder mehrere Lose, ist nicht bekannt. Die gezogenen Lose wurden gedeutet und aufgrund dessen dem Fragesteller das Orakel gegeben. Man muss sich wohl das Verfahren im Prinzip ähnlich wie beim Legen von Tarotkarten vorstellen.
Nach Cicero war das Ansehen des praenestinischen Orakels zu seiner Zeit zumindest unter den Gebildeten geschwunden, das scheint sich in der Kaiserzeit aber wieder geändert zu haben. Sueton berichtet von Tiberius, dass er sich bemühte, private Orakel und Wahrsagerei zu unterdrücken, die sortes Praenestinae hätten ihn aber Respekt gelehrt: er hatte sie in ihrem Behälter versiegelt nach Rom bringen lassen, sie aber nicht finden (oder nicht verwenden?) können, bis sie in das Heiligtum zurückgebracht worden waren. Und über Domitian wird berichtet, dass ihm die Fortuna Primigenia, von der er jeweils zum neuen Jahr ein günstiges Orakel erhalten hatte, in seinem letzten Jahr einen sehr düsteren Spruch gab, in dem auch von Blutvergießen die Rede war. Auch Severus Alexander soll der wenig zuverlässigen Historia Augusta zufolge das Orakel befragt haben, als er (damals noch nicht Kaiser) von seinem Vetter Elagabal mit Mordanschlägen verfolgt wurde.
Immerhin scheint man das Orakel zu jener Zeit meist mit Angelegenheiten minderen Gewichts (wie etwa Liebeshändeln) verbunden zu haben. So fragt Properz seine Cynthia: Ziehts nach Praeneste dich hin, ein eitel Orakel zu hören? Das mag in Zusammenhang damit stehen, dass die Fortuna Primigenia als Muttergottheit (siehe ihr Kultbild) vor allem bei Frauen beliebt war.
Das war nicht immer so: Valerius Maximus berichtet in seiner anekdotischen Sammlung, der Senat habe es Gaius Lutatius Catulus, dem Sieger im Ersten Punischen Krieg, ausdrücklich verboten, in Staatsangelegenheiten das Orakel von Praeneste zu befragen, da es ein ausländisches Orakel sei und römische Angelegenheiten nur den römischen Staatsorakeln vorgelegt werden sollten. Daraus lässt sich folgern, dass man damals, in der Mitte des 3. Jahrhunderts v. Chr., das Orakel von Praeneste für würdig und bedeutend genug erachtete, Fragen des Staatswohls zu entscheiden.
Das Orakel bestand bis in die Zeit von Theodosius I., auf dessen Befehl es geschlossen wurde.

### Tempelanlagen
Reste des Heiligtums sind noch vorhanden.
Die spätrepublikanische Terrassenanlage des Heiligtums repräsentiert den Ansatzpunkt einer spezifisch römischen Monumentalarchitektur. Ein alter Kern wurde prachtvoll zu einer axialsymmetrischen Anlage mit sieben künstlichen Terrassen ausgebaut, und zwar in einer Verbindung einheimisch-italischer (Podiumstempel) und hellenistischer Bauformen (Säulenhallen, Freitreppen).
Im Wesentlichen können zwei Teile der Tempelanlage unterschieden werden, ein unterer – älterer – Teil mit zwei Grotten und einer Basilika und eine obere – neuere – Anlage mit dem Fortunatempel.

#### Untere Anlage
Der untere Teil entspricht wohl dem ursprünglichen Heiligtum und enthält die Orakelstätte. In der westlichen (frontal gesehen links liegenden) Grotte befand sich ein Bodenmosaik mit mariner Thematik, das Fische, eine Küste und einen Poseidontempel zeigt. Die Grotte ist natürlichen Ursprungs, wurde aber erweitert. Eine in der Grotte entspringende Quelle wurde in einem Brunnen gefasst. Man hat angenommen, dass diese Grotte die eigentliche Orakelhöhle gewesen ist, weshalb sie heute allgemein als Grotta delle Sorti („Grotte der Lose“) bezeichnet wird.

#### Nilmosaik

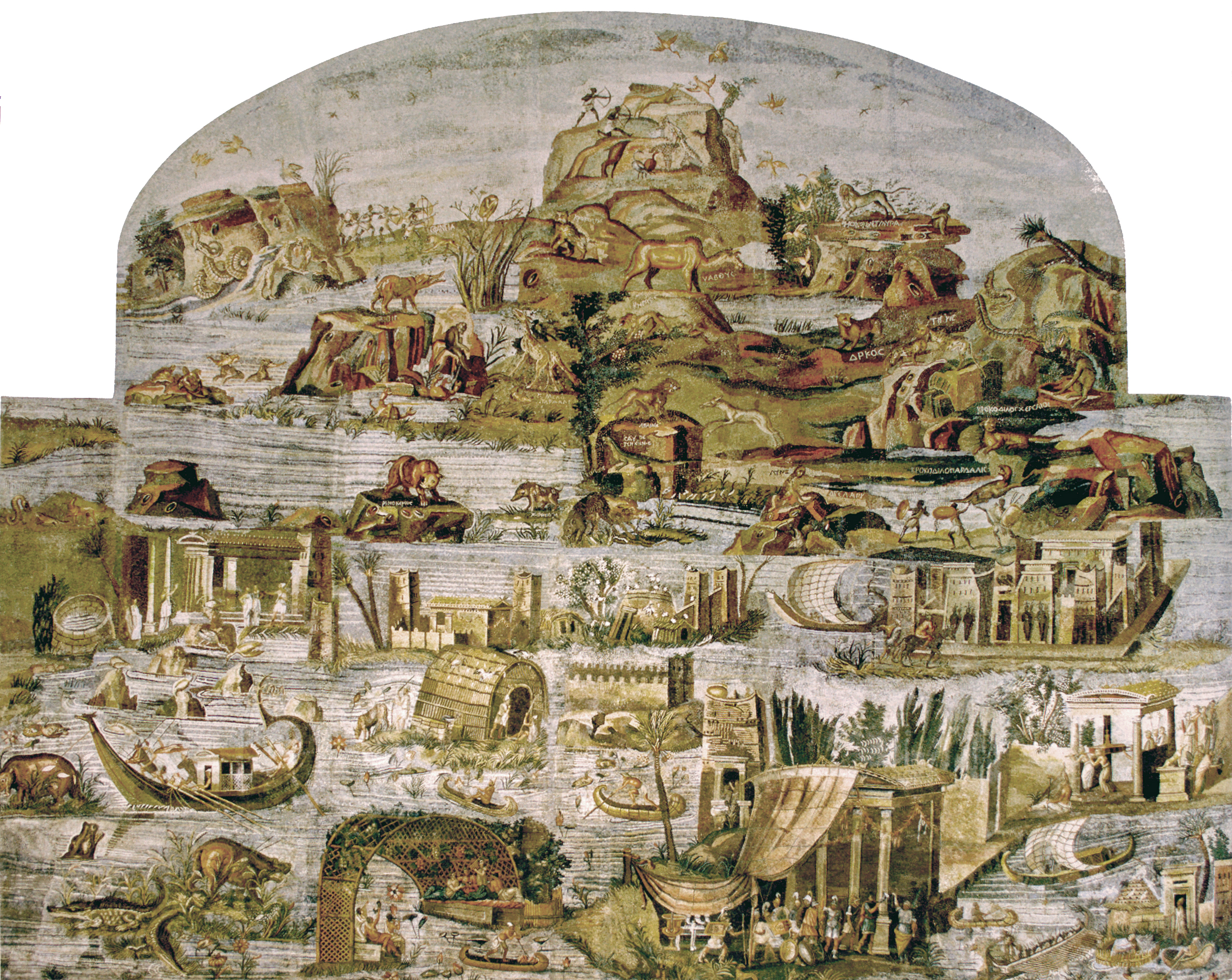
Nilmosaik von Palestrina

Die östliche Grotte war Teil eines Apsisbaus. In diesem wurde ein prächtiger Mosaikfußboden mit der phantasievollen Darstellung eines hellenisierten Ägyptens gefunden, das sogenannte Barberinische Mosaik oder Nilmosaik. Es ist heute im  Museo archeologico nazionale di Palestrina, dem ehemaligen Palazzo Barberini-Colonna, zu sehen, der auf der Spitze der Tempelanlage errichtet wurde. Das Mosaik misst 5,85 × 4,31 Meter. Ein kleiner Teil des Mosaiks (0,95 × 1,02 m) befindet sich in der Antikensammlung Berlin.
Die Datierung ist umstritten und reicht vom Ende des 1. Jahrhunderts v. Chr. bis in die Zeit Hadrians.
Zwischen den beiden Grotten befindet sich heute ein offener Raum mit Säulenresten. Man geht davon aus, dass der Raum überdacht war und sich dort eine Basilika befand.

#### Obere Anlage
Über der unteren Anlage erhebt sich in mehreren, durch breite Treppen miteinander verbundenen Terrassenstufen eine neuere Tempelanlage, gekrönt von einem halbkreisförmigen Tempel der Fortuna. Insgesamt war der Tempel durch seinen Umfang und seine weithin sichtbare Lage seinerzeit sicher eine der beeindruckendsten sakralen Anlagen des römischen Reiches.